# Каф-оф-Идей
Каф-оф-Идей (англ. Calf of Eday) — небольшой необитаемый остров в архипелаге Оркнейских островов.
Расположен в северной части архипелага у северо-восточного берега острова Идей.
Площадь острова 2,43 квадратных километра.
На острове организован заказник «Каф-оф-Идей» площадью 2,38 квадратных километра. Под охраной:
- большой баклан (Phalacrocorax carbo);
- глупыш (лат. Fulmarus glacialis);
- морская чайка (Larus marinus);
- обыкновенная моевка (Rissa tridactyla);
- тонкоклювая кайра (Uria aalge).